# Bärbel Hönisch
Bärbel Hönisch (* 1974) ist eine deutsche Paläozeanographin und Paläoklimatologin, Autorin und Hochschullehrerin an der Columbia University.

## Leben
Hönisch schloss im Jahr 1995 ihr Studium der Biologie an der Universität Bielefeld mit dem Vordiplom ab, 1999 ihr Studium der Meeresbiologie an der Universität Bremen mit dem Diplom und promovierte 2002 am Alfred-Wegener-Institut für Polar- und Meeresforschung. Von 2002 bis 2006 war sie in verschiedenen wissenschaftlichen Rollen tätig, u. a. am Lamont-Doherty Earth Observatory, seit 2007 forscht sie an der Columbia University. Sie ist seit 2019 Professorin an der dortigen Abteilung für Erd- und Umweltwissenschaften.

## Wirken
Ausgehend von einer Analyse des Mittleren Pleistozäns, in dessen Verlauf sich die Dauer der verschiedenen Kaltzeitzyklen von 40.000 auf 100.000 Jahre erhöhte, rekonstruierten Hoenisch und ihre Mitautoren in einer 2009 publizierten Studie die Temperaturschwankungen und die Kohlendioxid-Konzentration der letzten 2,1 Millionen Jahre und wiesen darauf hin, dass die gegenwärtigen CO2-Werte die höchsten innerhalb dieses Vergleichszeitraums sind. Der Schwerpunkt ihrer wissenschaftlichen Arbeiten, zum Teil unter Mitwirkung bekannter Geowissenschaftler wie David Archer, James E. Hansen und James Zachos, liegt auf dem Känozoikum (Erdneuzeit) und hier vor allem auf geochemischen Veränderungen der Weltmeere. Diese Ergebnisse fasste sie einmal wie folgt zusammen: „Was wir heute machen, sticht wirklich hervor. Wir wissen, dass das Leben während früherer Ereignisse der Versauerung der Weltmeere nicht ausgelöscht wurde – neue Arten entstanden, um diejenigen zu ersetzen, die ausstarben. Wenn sich der industrielle CO2-Ausstoß jedoch im derzeitigen Tempo fortsetzt, werden wir möglicherweise Organismen verlieren, die uns wichtig sind – Korallenriffe, Austern und Lachse.“
Im Jahr 2018 erhielt Hönisch in Anerkennung „des Forschungseinflusses, der innovativen interdisziplinären Arbeit, der Verdienste im Unterricht (Mentoring), des gesellschaftlichen Einflusses und anderer relevanter Beiträge und um anzuerkennen, dass die Preisträgerin hervorragende Aussichten auf die Fortsetzung einer Führungsrolle in der Paläozeanographie oder Paläoklimatologie hat“ den Willi Dansgaard Award der American Geophysical Union. Besonders gewürdigt wurde in dem Zusammenhang ihre Pionierarbeit bei der Entwicklung und Anwendung geochemischer Proxys zur Temperaturrekonstruktion der Paläoozeane.
2018 hielt sie Marie-Tharp-Lectures am GEOMAR.
Web of Science verzeichnet für Hönisch 60 Publikationen und einen h-Index von 27 (Stand Januar 2020).

## Veröffentlichungen (Auswahl)
- mit N. G. Hemming, D. Archer, M. Siddall, J. F. McManus: Atmospheric carbon dioxide concentration across the mid-Pleistocene transition. In: Science. Band 324, Nr. 5934, 2009, S. 1551–1554, doi:10.1126/science.1171477.
- mit A. Ridgwell, D. N. Schmidt, E. Thomas, S. J. Gibbs, A. Sluijs, W. Kiessling: The geological record of ocean acidification. In: Science. Band 335, Nr. 6072, 2012, S. 1058–1063, doi:10.1126/science.1208277.
- mit E. J. Rohling, A. Sluijs, H. A. Dijkstra, P. Köhler, R. S. van der Wal, A. S. von der Heydt, R. Deconto: Making sense of palaeoclimate sensitivity. In: Nature. Band 491, Nr. 7426, 2012, S. 683, doi:10.1038/nature11574.